# Ziad Tlemçani
Ziad Tlemçani (n. 10 mai 1963, Tunis, Tunisia) este un fost fotbalist tunisian.
Între 1990 și 1998, Tlemçani a jucat 20 de meciuri și a marcat 4 goluri pentru echipa națională a Tunisiei.

## Statistici
| Tunisia | Tunisia | Tunisia |
| An      | Meciuri | Goluri  |
| ------- | ------- | ------- |
| 1990    | 2       | 0       |
| 1991    | 3       | 0       |
| 1992    | 4       | 0       |
| 1993    | 3       | 1       |
| 1994    | 2       | 0       |
| 1995    | 0       | 0       |
| 1996    | 0       | 0       |
| 1997    | 0       | 0       |
| 1998    | 6       | 3       |
| Total   | 20      | 4       |